# Eragrostis minor
Espèce
Eragrostis minor, la petite éragrostide ou l'Eragrostis faux-pâturin, est une espèce de plantes monocotylédones de la famille des Poaceae, originaire du bassin méditerranéen, devenue subcosmopolite.
C'est une petite plante herbacée annuelle, de 10 à 40 cm de haut, qui se rencontre fréquemment sur les bords de route, dans les rues et places pavées, mais aussi sur le pentes des montagnes et dans les prairies. On la trouve dans toutes les régions tropicales, subtropicales et tempérées du monde.

## Taxinomie
La première description de cette espèce a été faite par Linné, dans son Species plantarum publié en 1753, sous le nom de Poa eragrostis L. (basionyme).
Il a été remplacé par le nom actuel, Eragrostis minor (nomen novum), publié en 1809 par  Nicolaus Thomas Host.

### Liste des variétés
Selon Tropicos (28 juin 2016) (Attention liste brute contenant possiblement des synonymes) :
- variété Eragrostis minor var. luxurians Grossh.
- variété Eragrostis minor var. major (L. ex Kunth) Beck
- variété Eragrostis minor var. maritima Merino
- variété Eragrostis minor var. megastachya (Koeler) Burtt Davy
- variété Eragrostis minor var. minima B.S. Sun & S. Wang
- variété Eragrostis minor var. minor
- variété Eragrostis minor var. setifolia Săvul. & Rayss
- variété Eragrostis minor var. suaveolans (A.K. Becker ex Claus) Schmalh.
- variété Eragrostis minor var. subsessilis Kuntze